# Tincry
Tincry és un municipi francès situat al departament del Mosel·la i a la regió del Gran Est. L'any 2007 tenia 198 habitants.

## Demografia

### Població
El 2007 la població de fet de Tincry era de 198 persones. Hi havia 66 famílies, de les quals 8 eren unipersonals (4 homes vivint sols i 4 dones vivint soles), 21 parelles sense fills, 29 parelles amb fills i 8 famílies monoparentals amb fills.
La població ha evolucionat segons el següent gràfic:
Habitants censats

### Habitatges
El 2007 hi havia 83 habitatges, 65 eren l'habitatge principal de la família, 11 eren segones residències i 6 estaven desocupats. 78 eren cases i 5 eren apartaments. Dels 65 habitatges principals, 55 estaven ocupats pels seus propietaris, 9 estaven llogats i ocupats pels llogaters i 1 estava cedit a títol gratuït; 1 tenia una cambra, 1 en tenia dues, 4 en tenien tres, 10 en tenien quatre i 49 en tenien cinc o més. 46 habitatges disposaven pel capbaix d'una plaça de pàrquing. A 22 habitatges hi havia un automòbil i a 36 n'hi havia dos o més.

### Piràmide de població
La piràmide de població per edats i sexe el 2009 era:
| Homes | Edats   | Dones |
| ----- | ------- | ----- |
| 0     | 95 o +  | 0     |
| 0     | 90 a 94 | 0     |
| 4     | 85 a 89 | 8     |
| 0     | 80 a 84 | 4     |
| 0     | 75 a 79 | 0     |
| 0     | 70 a 74 | 0     |
| 8     | 65 a 69 | 4     |
| 4     | 60 a 64 | 4     |
| 4     | 55 a 59 | 4     |
| 12    | 50 a 54 | 8     |
| 0     | 45 a 49 | 0     |
| 4     | 40 a 44 | 0     |
| 8     | 35 a 39 | 12    |
| 8     | 30 a 34 | 0     |
| 8     | 25 a 29 | 0     |
| 4     | 20 a 24 | 0     |
| 8     | 15 a 19 | 0     |
| 8     | 10 a 14 | 0     |
| 8     | 5 a 9   | 4     |
| 0     | 0 a 4   | 0     |

## Economia
El 2007 la població en edat de treballar era de 120 persones, 86 eren actives i 34 eren inactives. De les 86 persones actives 78 estaven ocupades (47 homes i 31 dones) i 8 estaven aturades (5 homes i 3 dones). De les 34 persones inactives 12 estaven jubilades, 8 estaven estudiant i 14 estaven classificades com a «altres inactius».

### Ingressos
El 2009 a Tincry hi havia 65 unitats fiscals que integraven 202 persones, la mediana anual d'ingressos fiscals per persona era de 16.504 €.

### Activitats econòmiques
Dels 4 establiments que hi havia el 2007, 1 era d'una empresa alimentària, 2 d'empreses de construcció i 1 d'una entitat de l'administració pública.
Els 2 serveis als particulars que hi havia el 2009 eren lampisteries.
L'any 2000 a Tincry hi havia 9 explotacions agrícoles que ocupaven un total de 424 hectàrees.

## Poblacions més properes
El següent diagrama mostra les poblacions més properes.